# Maria mit dem Kinde (Signorelli)
Maria mit dem Kinde (Madonna col Bambino) ist ein Gemälde des italienischen Renaissance-Malers Luca Signorelli und entstand etwa von 1492 bis 1493 oder von 1495 bis 1498 (Bayerische Staatsgemäldesammlungen).
Das Tondo ist mit Temperafarben auf Lindenholz gemalt und hat einen Durchmesser von 87 cm. Das Gemälde, das in der mittleren Schaffensperiode des Meisters entstand, war eine Auftragsarbeit für einen unbekannten Privatmann. Das Bild wurde 1894 in Florenz von den Bayerischen Staatsgemäldesammlungen erworben. Das Bild befindet sich in der Alten Pinakothek in München (Inventarnummer 7931). Das Werk ist noch heute im Original-Rahmen eingefasst.

## Bildaufbau und Motiv
Das Bild wird vertikal durch Maria geteilt. Mittig dargestellt ist die sitzende, monumentale Maria mit dem stehenden Jesuskind in einer melancholischen Stimmung. Im Hintergrund ist ein junger, nackter Mann zu sehen, der auf einem Baumstumpf sitzt und eine Sandale anzieht. Seine Haltung ist vom antiken Motiv des Dornausziehers abgeleitet.
Das Bild ist sehr plastisch dargestellt, was unter anderem durch die Farbperspektive erzielt wurde.